# Сиджо
Сиджо́, сичжо́ — жанр корейской лирической поэзии, изначально называемый танга (кор. 단가?, 短歌? дословно «короткая песня»). Сиджо родственно японскому стилю хокку. Каждая строка стихотворения сиджо содержит 14-16 иероглифов (или слогов хангыля), всего 44-46 в трёх строчках. В середине каждой строчки делается пауза, поэтому при переводе на другие языки часто используется шесть строчек, а не три. Наиболее известные авторы сиджо — Юн Сон До и Пак Ин Но.
Стихотворение «Пять моих друзей» (кор. 오선주방?, 五仙酒方?) в переводе Анны Ахматовой:
| Корейский | Чтение | Перевод на русский |
| --- | --- | --- |
| 나의 벗이 몇인가 헤아려 보니 수석과 송죽이라. 동산에 달이 밝게 떠오르니 그것은 더욱 반가운 일이로다 나머지는 그냥 두어라. 이 다섯 외에 더 있으면 무엇하겠는가? | Наи поси мёчхинга хеарё пони сусокква сонджугира. Тонсане тари паге ттоорына кыгосын тоук пангаун ирирода Намоджинын кынён туора. И тасот вие та иссымён муотхагеннынга? | Мне друзья: бамбук зелёный, Речка, камень и сосна. А когда луна восходит, Счастлив я тогда вдвойне. И, поверьте, мне не надо Больше никаких друзей. |